# Zemlanka (rejon szostecki)
Zemlanka (ukr. Землянка) – wieś na Ukrainie, w obwodzie sumskim, w rejonie szosteckim, w hromadzie Bereza. W 2001 liczyła 598 mieszkańców, spośród których 582 wskazało jako ojczysty język ukraiński, a 16 rosyjski.